# Riverside Stadium (Drumahoe)
Riverside Stadium (znany również jako YMCA Grounds) – nieczynny stadion piłkarski w Drumahoe, niedaleko Londonderry, w Irlandii Północnej. Został otwarty w 1980 roku. Jego pojemność wynosi 3000 widzów. Do 2017 roku swoje spotkania rozgrywali na nim piłkarze klubu Institute FC.

## Historia
W 1972 roku dotychczasowy obiekt klubu Institute FC, The Diamond, ucierpiał w wyniku dwóch zamachów bombowych. W październiku 1979 roku obiekt ten sprzedano, a w lipcu 1980 roku zakupiono (wspólnie z YMCA, których obiekt również został zniszczony w zamachu bombowym) teren pod nowy stadion. Był on położony w Drumahoe, przy brzegu rzeki Faughan. Jeszcze tego samego roku nowy obiekt zaczął służyć piłkarzom Institute FC, choć jego oficjalnego otwarcia dokonano 22 stycznia 1985 roku. Od lat 90. XX wieku stadion był sukcesywnie rozbudowywany i modernizowany. W 2002 roku klub po raz pierwszy w historii awansował do północnoirlandzkiej pierwszej ligi.
W sierpniu 2017 roku stadion został zniszczony przez powódź. Institute FC z konieczności tymczasowo przeniósł się na Wilton Park w Londonderry. Pomimo trudności związanych z przymusową wyprowadzką z własnego stadionu, w sezonie 2017/2018 klub po raz kolejny wywalczył awans do Premiership. Tymczasem w czerwcu 2018 roku na Riverside Stadium doszło do podpalenia budynku z szatniami. Ponadto obiekt zarósł rdestem, a klub miał problemy z ubezpieczeniem stadionu na wypadek kolejnej powodzi. Wszystko to spowodowało, iż drużyna zamiast powrócić na swój stadion, przeprowadziła się na Brandywell Stadium w Londonderry.